# ماو موراكامي
ماو موراكامي (باليابانية: ストロングマシン2号) هي راقصة يابانية، ولدت في 12 يونيو 1995 في كيرو في اليابان.